# José Neves (Radsportler)
José Carlos Prates Neves Fernandes (* 30. Oktober 1995 in Évora) ist ein portugiesischer Radrennfahrer.

## Werdegang
Bis 2017 fuhr Neves für verschiedene portugiesische Radsportvereine. In der Saison 2017 wurde er zum zweiten Mal Portugiesischer U23-Meister im Zeitfahren und gewann die Gesamtwertung der Volta a Portugal do Futuro. Daraufhin wurde er zur Saison 2018 Mitglied im UCI Continental Team W52-FC Porto. Nach dem Gewinn der Gesamtwertung beim Grande Prémio Internacional de Torres Vedras erhielt er noch 2018 die Möglichkeit, als Stagaire für das UCI WorldTeam EF Education First zu fahren, bekam aber keinen Anschlussvertrag.
Jedoch erhielt Neves zur Saison 2019 einen Vertrag beim UCI ProTeam Burgos-BH. Für das Team erzielte er einen Etappensieg beim Grande Prémio Internacional de Torres Vedras 2020. Zur Saison 2021 kehrte Neves zum Team W52-FC Porto zurück und wurde portugiesischer Meister im Straßenrennen.
Im April 2022 wurden im Rahmen von Hausdurchsuchungen bei Neves verbotene Wachstumshormone gefunden. Daraufhin wurde er durch die portugiesische Anti-Doping-Agentur ADoP drei Jahre wegen des Besitzes verbotener Substanzen gesperrt.

## Erfolge
2015
- Portugiesischer Meister – Einzelzeitfahren (U23)

2017
- Nachwuchswertung Grande Prémio Internacional de Torres Vedras
- Gesamtwertung und eine Etappe Volta a Portugal do Futuro
- Portugiesischer Meister – Einzelzeitfahren (U23)

2018
- Gesamtwertung und Nachwuchswertung Grande Prémio Internacional de Torres Vedras

2019
- eine Etappe und Nachwuchswertung Grande Prémio Internacional de Torres Vedras

2021
- Bergwertung Volta ao Alentejo
- eine Etappe Grande Prémio Internacional de Torres Vedras
- Portugiesischer Meister – Straßenrennen